# Nemesis - ersguterjunge Sampler 1
Nemesis - ersguterjunge Sampler 1 è il primo Sampler album dell'etichetta ersguterjunge. Lo pubblicò il rapper tedesco Bushido nel 2006.

## Tracce
1. Intro - (Bushido & Baba Saad)
2. Nemesis - (Bushido, Eko Fresh, Baba Saad, Chakuza, D-Bo & Billy)
3. Boom - (Chakuza & Bizzy Montana)
4. S.A.A.D. - (Baba Saad)
5. Bruderliebe - (D-Bo, Nyze & Bushido)
6. Der König persönlich - (Eko Fresh & Baba Saad)
7. Ihr könnt ... - (Bizzy Montana, Chakuza, Midy Kosov & Bushido)
8. Augen auf - (Baba Saad & Chakuza)
9. Du bist out - (D-Bo)
10. Bada Boom Bada Bang - (Bushido, Baba Saad & Eko Fresh)
11. Montana - (Bizzy Montana)
12. No Homo - (Chakuza & Nyze)
13. Einzelkampf - (Bushido, Chakuza & D-Bo)
14. So viele nummern - (Eko Fresh & Bushido)
15. Welt in Flammen - (Chakuza & Billy)
16. Auf der suche - (Bushido & Baba Saad)
17. Weil ich auf dich scheiß - (Billy & Eko Fresh)
18. Gute Jungs - (Chakuza & D-Bo)
19. Guck dich um - (Bushido & Chakuza)
20. Denn sie wissen nicht was sie tun - (Eko Fresh & Chakuza)
21. Lichterkette - (Bushido)
22. Outro - (Bushido)